# Ashleigh Ball
Ashleigh Ball (ur. 2 maja 1983) – kanadyjska aktorka dubbingowa oraz wokalistka i flecistka w zespole Hey Ocean!.

## Filmografia

### Dubbing
- Trollz – Różne głosy
- My Scene: Gwiazdy Hollywood – Kenzie
- Edgar & Ellen – Stephanie/Miles
- Black Lagoon – Hänsel
- Pamiętniki Barbie – DJ
- Barbie i 12 tańczących księżniczek – Hadley/Ilsa
- Care Bears: Oopsy Does It! – Oopsy Bear
- Ricky Sprocket: Showbiz Boy – Morris Moony
- Care Bears: Adventures in Care-a-lot – Oopsy Bear
- Jibber Jabber – Jabber
- Death Note: Notatnik śmierci – Shiori Akino
- Edison & Leo – Dziecko-Robot
- Cosmic Quantum Ray – Alison
- Barbie przedstawia Calineczkę – Violet
- Bratz – Kirstie
- Dinopociąg – Tymek Troodon/Pani Deinonych
- Care Bears: The Giving Festival – Oopsy Bear
- Truskawkowe ciastko: Niezwykłe przygody – Śliwkowy Kremik
- Johnny Test – Mary Test
- My Little Pony: Przyjaźń to magia – Applejack/Rainbow Dash/Little Strongheart
- Thor: Tales of Asgard – Różne głosy
- Iron Man: Armored Adventures – Black Widow
- Voltron – obrońca wszechświata – Allura